# Sarg

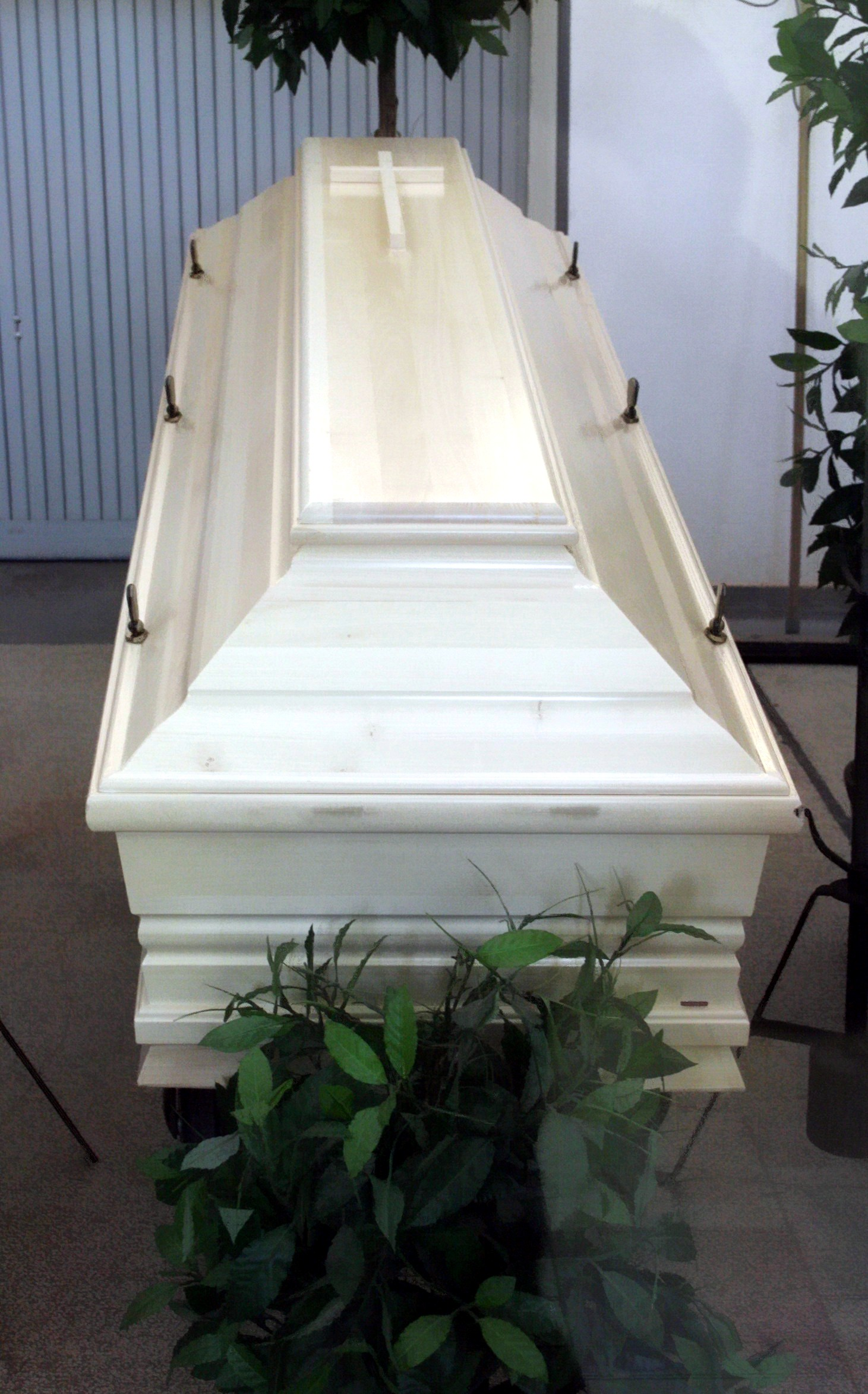
Holzsarg in der Trauerhalle

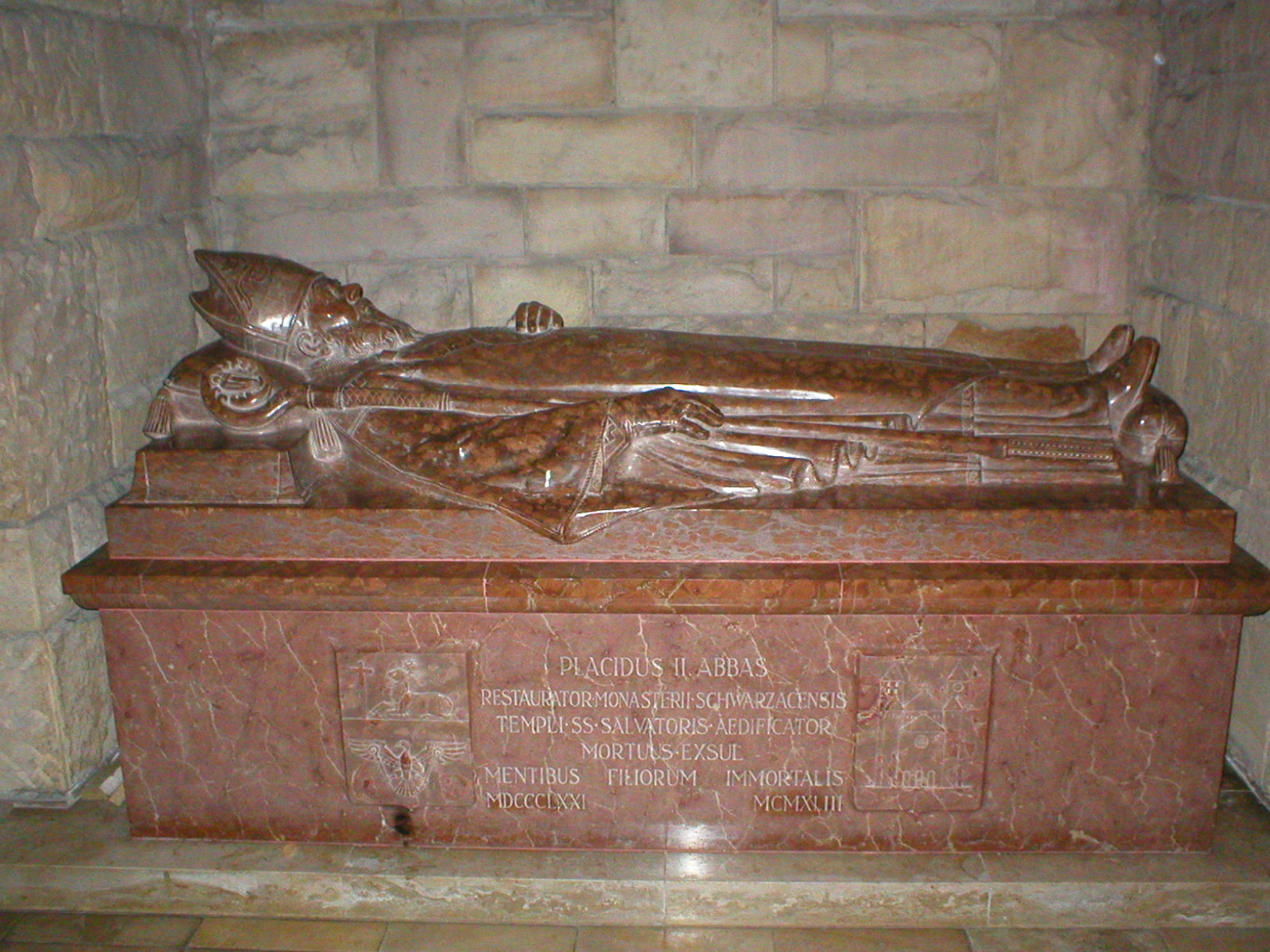
Sarkophag aus Marmor für einen Abt

Ein Sarg (Etymologie: Verkürzung vom griechischen sarkophagos [„Fleischfresser“], siehe: Sarkophag) ist ein Behältnis für den Transport, die Aufbahrung und die Beisetzung eines Leichnams. Üblicherweise wird der Sarg zur Bestattung in der Erde oder für die Feuerbestattung im Krematorium verwendet.

## Geschichte
Die Form eines Begräbnisbehältnisses ist seit mindestens 9000 Jahren im Vorderen Orient bekannt und später aus allen Teilen der Welt belegt. Die alten Ägypter bestatteten ihre Toten in korbähnlichen Gebilden aus geflochtenen Zweigen (griechisch: kophinos = Korb, ist enthalten im englischen Wort für Sarg coffin). Eine steinzeitliche Bestattungsart ist die Steinkiste.
Zeitweise diente der Sarg bei Begräbnissen armer Leute lediglich als Transportmittel. Nur begüterte Personen wurden in ihren teils kostbaren Särgen begraben. Andere wurden im Leichenhaus herausgenommen und in einem Tuch verhüllt in die Erde gelegt. In einigen Ordensgemeinschaften, so etwa bei den Kartäusern, hat sich der Brauch erhalten, die Toten ohne Sarg, auf einem Brett liegend, in der Erde beizusetzen. Im Islam ist es üblich, den Verstorbenen in einem Leichensack zu beerdigen.

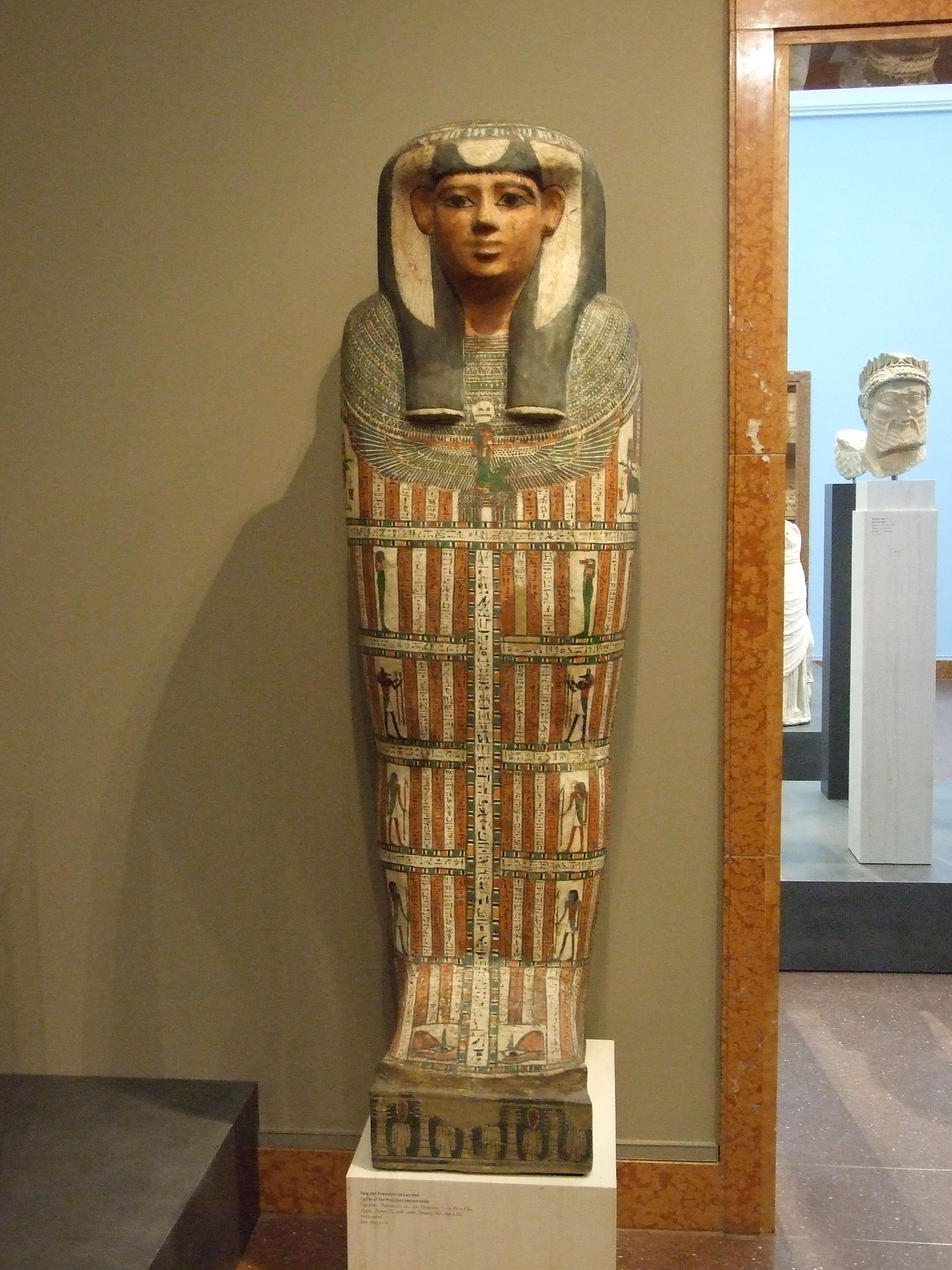
Sarg einer ägyptischen Prinzessin
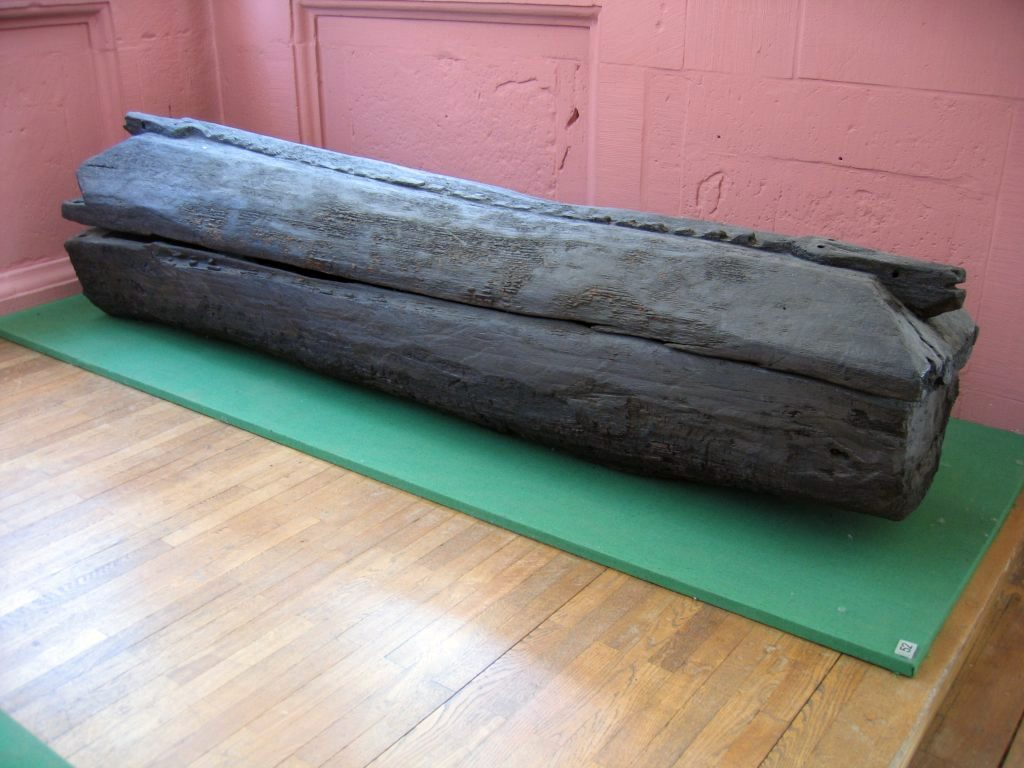
Alemannischer Baumsarg – aus einem Baumstamm gefertigt
Pithosbestattung im Museum von Antalya
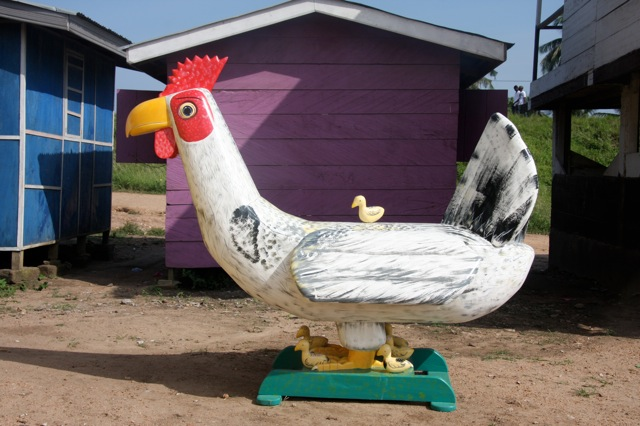
Hennensarg von Kudjoe Affutu für eine Beerdigung in Ghana 2008

## Sargmaterialien

### Grundsätzliches
Särge werden und wurden aus unterschiedlichen Materialien gefertigt, traditionell aus Brettern. Aus der Bronzezeit sind auch Särge aus einem ganzen Baumstamm (Baumsarg) bekannt. Daneben gibt es Särge aus Stein (Sarkophag, griechisch) und Steinkisten, die vor allem in der späten Stein- und frühen Bronzezeit verwendet wurden. Aber auch Keramik, Kupfer, Blei, Stahlblech, Kunstharz oder andere Materialien werden für den Sargbau benutzt. Zur Überführung von Toten in die rechtsmedizinischen Institute werden oft Kunststoff- oder Zinksärge verwendet. Im vorderen Orient waren Bestattungen in großen Krügen häufig. Für die internationale Überführung von Leichnamen und bei der Durchführung von Umbettungen sind Metallbehältnisse vorgeschrieben, die in einem Holzsarg unverrutschbar fixiert sein müssen.
Mittlerweile werden Särge auch aus Materialien angeboten, die als ökologisch gelten, weil sie sich schneller bzw. umweltfreundlicher abbauen lassen, hierzu zählen Särge aus Weidengeflecht oder Bambus, sowie preisgünstige Modelle aus Pappe oder Zellulose.

### Holzsarg und Weiteres
In Deutschland ist aufgrund von Umweltschutzbestimmungen als Material für Särge zur Bestattung nur Holz erlaubt. Diese Vorschrift ist in vielen Friedhofsordnungen durch die Forderung nach holzähnlichem und leicht verrottbarem Material ergänzt. Bis ins 19. Jahrhundert wurden Holzsärge, auch solche, die gezimmert wurden, häufig als „Totenbäume“ bezeichnet.
Zu den Hölzern, aus denen Särge gefertigt werden, zählen unter anderem Eiche, Kiefernholz, Fichtenholz, Pappel, Lindenholz, Olivenbaum, Kirschbaumholz oder Nussbaumholz.
Aus religiösen Gründen können Bestattungen in Metallsärgen oder im bloßen Leichentuch erwünscht sein, dies ist in Deutschland nur mit behördlicher Genehmigung erlaubt. Der Transport erfolgt im geschlossenen Sarg, aber teilweise darf ersatzweise die Beerdigung im offenen Sarg erfolgen. Für die Feuerbestattung ist ein Holzsarg vorgeschrieben. Ausnahmeregelungen für Särge aus Pappe oder anderen verbrennbaren Materialien können in einzelnen Krematorien möglich sein. Üblich sind meist Verbrennungssärge, deren Material preiswerter ist.
Im Judentum kommt der Tote in einen schlichten, rechteckigen Holzsarg (ארון Aron), ohne Verzierungen, Schnitzereien oder Beschläge. Er darf nicht mit  Metallgegenständen, wie Eisennägeln, versehen sein, denn im Judentum ist Metall ein Symbol für Krieg, Schwert und Gewalt. (Siehe auch: Jüdische Bestattung: Rituelle Versorgung des Toten)

### Zinksarg
Für den Leichentransport eines Verstorbenen über die Staatsgrenze hinweg werden besondere Bedingungen an den Sarg gestellt. Der Transport kann auf dem Landweg, per Eisenbahn, per Luftfracht oder über Wasser erfolgen. Die Transportpapiere werden Leichenpass genannt. Der Leichnam muss in einem hermetisch abgeschlossenen Behälter liegen, im Allgemeinen einem „Zinksarg“. Der Druckausgleich vom Leichenraum zur Umgebung erfolgt über ein Ventil. Austretendes Gas wird auf Geruch gefiltert. Für die im Sargraum entstehende Flüssigkeit ist dieser mit absorbierendem Material (Sägemehl, Hobelspäne, Torf, Spezialkrepp) gefüllt. Ein zugelöteter Zinkbehälter ist üblicherweise (aus Designgründen) mit einem Holzsarg umgeben. Die Wände des Holzsarges müssen mindestens 20 Millimeter dick sein. Ist der Holzsarg von außen mit verlöteten Zinkplatten oder mit einem anderen auflösenden Material versehen, sind 30 Millimeter Holzstärke nötig. Anzahl und Abstand der Verschraubungen sind vorgeschrieben. Der gesamte Transportbehälter wird in einer neutralen Kiste transportiert, sodass der Sarg im Flugzeug-/Fahrzeuginneren nicht erkennbar ist. Damit ist der Transport beispielsweise in Flugzeugen auf normalen Routen möglich. Der Behälter für den Transport ist der (innere) Metallsarg, üblicherweise wird der Tote für die Bestattung umgebettet. Zink besitzt bakterizide Eigenschaften, im Zusammenhang mit dem Abschluss des Luftzutritts beugt dies einer zu schnellen Verwesung vor. Der Sargtransport erfolgt grundsätzlich im Gepäckabteil der Transportmittel, daher können Hinterbliebene auf dem Transport nicht dabei sein. Särge werden außerdem bei Passagierflügen üblicherweise zuletzt geladen, wenn alle Passagiere an Bord sind, und als erste entladen, noch vor dem übrigen Gepäck und bevor die Passagiere aussteigen.

### Metallsarg für Gruftbestattung

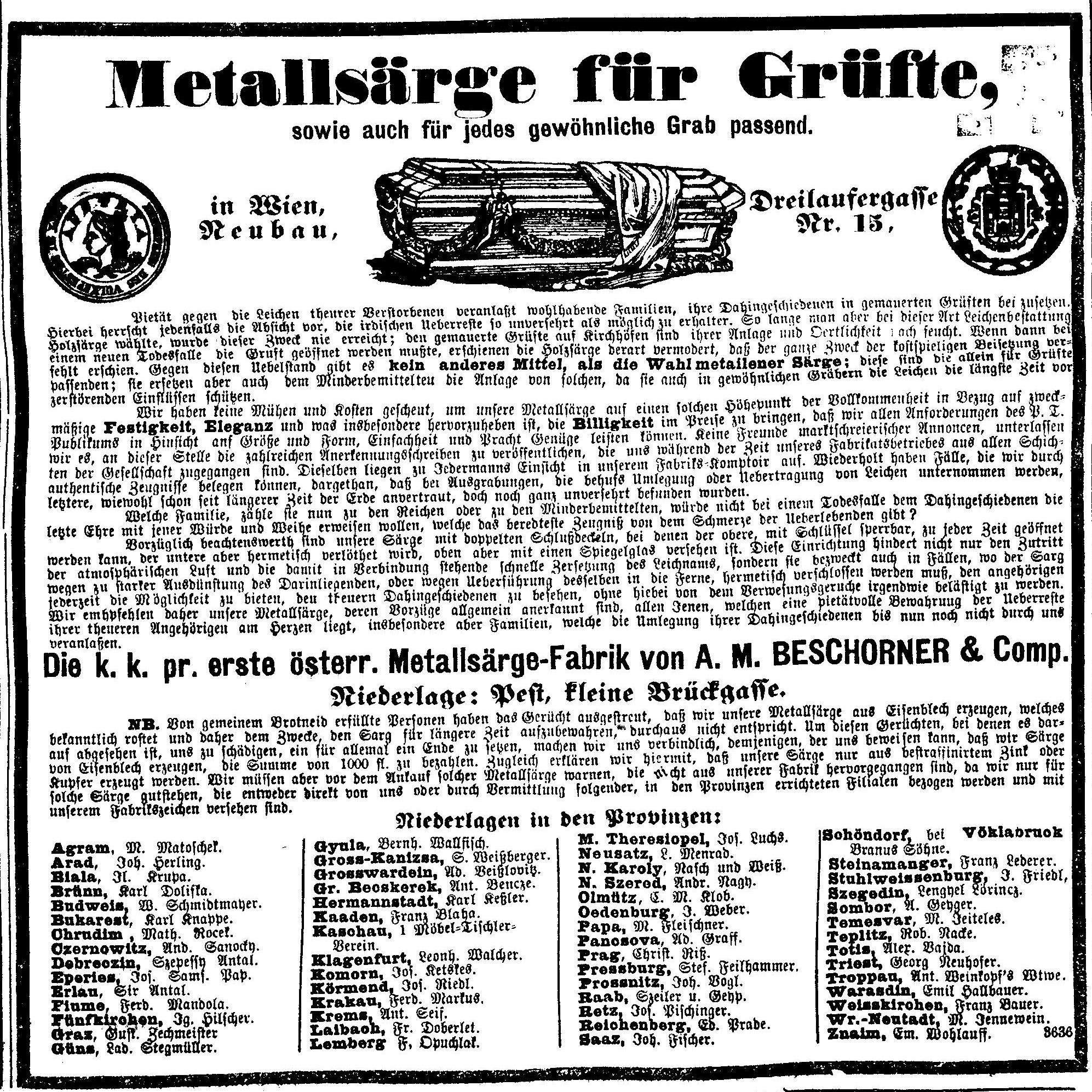
Werbung für Metallsärge für Grüfte der Firma A. M. Beschorner (1867)

Zur Bestattung in einer Familiengruft ist ein Metallsarg vorgeschrieben. Beispielsweise werden für die Bestattung in Wien bei insgesamt 15.000 Bestattungen Holzsärge zugekauft, doch jährlich werden 250 Metallsärge (immerhin 1,6 %) im Logistikcenter in Simmering angefertigt. Einfache Modelle ab 2000 Euro werden aus Zinkblech gebogen, gelötet und spritzlackiert, was dem gleichmäßigen Aussehen und dem Korrosionsschutz dient. Das teuerste Modell ist der in poliertem Kupfer gefertigte „Kardinalssarg“, der innen ebenfalls einen Zinksarg enthält. Der Leichnam wird in den Zinksarg luftdicht eingelötet, da ein Geruchsabschluss nötig ist, wenn die Bestattung in der (zugänglichen) Krypta einer Kirche erfolgt. In der Folge trocknet der Sarginhalt nicht ein, solange der Sarg dicht bleibt. Allerdings können obenliegende Porositäten der Sarghaut bei den gewöhnlichen Schwankungen des Luftdrucks zu relevantem Austausch von Gasen (auch Wasserdampf) führen.

### Sanitätssarg
Sanitätssärge dienen der Abholung verletzter Toter, wie dies nach Unfällen nötig ist. Es gibt beispielsweise Sanitätssärge aus blau pulverbeschichtetem, tiefgezogenem Aluminium. Diese werden dann in einer röhrenförmigen abgeschlossenen Waschanlage – jede Schale einzeln – gereinigt und können wiederverwendet werden.
Üblicherweise sind Unter- und Oberteil konisch und können platzsparend abwechselnd ineinander gestapelt werden. In Verwendung passt das etwas kleinere Oberteil mit seiner etwas kleineren Kontur auf einen Rahmen im Unterteil und verschließt dieses nach dem Deckel-auf-Topf-Prinzip. Dabei wird das Oberteil unter zwei festen Arretierungen am Kopfende eingesetzt und dann am Fußteil mit einer Schnalle verschlossen.

### Ökologische Särge aus weiteren Materialien
Alternativ zu den oben bereits aufgeführten Materialien gibt es mittlerweile auch Särge, die aus biologisch abbaubarem Pilzmyzel bestehen, volkstümlich als Pilzsarg bezeichnet. Der Tote wird in den Sarg, der in einer Holzform aus Pilzmyzel gewachsen ist, auf Moos gebettet. Nach dem Einsatz in das Erdreich beginnt das Myzel wieder zu wachsen und innerhalb weniger Jahre zerfallen der Sarg und der Bestattete. Diese Bestattungsform gilt als die umweltfreundlichste, denn es werden auch keine Kremierungen mit Kohlendioxid-Ausstoß und dem Verbrauch von Heizmaterialien erforderlich. 
Pappsärge gelten hingegen insbesondere dann als ressourcenschonend, wenn sie überwiegend aus chlorfrei recyceltem Altpapier bestehen und nur anteilig neuen Zellstoff verwenden.
Mittlerweile werden im Natursargsegment auch Särge aus geflochtenem Bambus, Weide oder aus anderem Biomaterial angeboten.
Ein echter Ökosarg sollte darüber hinaus frei von Innenteilen aus Kunststoff und chemischen Klebstoffen sein, die üblicherweise in Holzsärgen verwendet werden.

## Ausstattung

### Überblick
Die Ausstattung und Art des Sarges wird vom Berechtigten für die Totenfürsorge bestimmt. Ausgeschlagen ist der Sarg mit einer Lage biologisch abbaubarem „Bitukrepp“, das ist Doppelkrepp-Papier mit einer dichtenden Bitumenschicht, so wird die aus dem Leichnam austretende Körperflüssigkeit aufgenommen. Preiswertere Auskleidungen erfolgen mit einer (nicht saugenden) Folie. Diese undurchlässige Auskleidung hat den Nachteil, dass Flüssigkeiten im Sarg verbleiben. Eine Schicht aus saugfähigem Füllmaterial dämmt den Ausfluss ebenfalls. Dazu werden Matratzen mit Hohlfasern, Einstreu von Sägespäne oder Papierschnitzel aus dem Reißwolf eingesetzt. Solche Matratzen sind mit einer Sargbespannung aus matter Baumwolle oder glänzender Viskose mit elastischen Fäden überspannt. Ein Zierband, in der Fachsprache „Lotband“, ist aus dekorativen Gründen aufgelegt. Beim Abschied am offenen Sarg wird der Körper meist mit Stützen und Polstern plastisch gelagert.

### Feuerbestattung
Einen besonderen Sarg für Feuerbestattungen gibt es nicht, allerdings ist wegen der Technik im Krematorium ein Mindestheizwert gewünscht. Jeder Sarg, welcher der VDI-Richtlinie 3891 (Emissionsminderung in Anlagen zur Humankremation) entspricht, darf kremiert werden. Hierunter fallen unter anderem die Holzbeschaffenheit, der Brennwert, die Bestandteile der Lackierung und die Ausstattung des Sarges. Wichtig ist, dass die meisten Krematorien nur Särge mit einem Vollholzsiegel akzeptieren. Als Verbrennungs- bzw. Feuerbestattungssärge werden solche Särge bezeichnet, die ausdrücklich für den Zweck der Kremierung hergestellt wurden. Sie sind oft von einfacherer Holzqualität und weniger stabiler Verarbeitung, weil sie nur dem Transport der Leiche und der Umhüllung bei der Einäscherung dienen müssen und nicht dem Erddruck und der Witterung ausgesetzt sind.

## Sargformen

### Hausdachform
Bei der verbreiteten Hausdachform ist das Oberteil höher als das Unterteil. Am Sargunterteil verlaufen die Seiten nicht senkrecht, sondern in einem stumpfen Winkel nach unten. Außerdem kann diese Sargform eine konische Form haben, das heißt, der Sarg ist am Kopfende breiter als am Fußende.

### Truhensarg
Bei einem Truhensarg ist, im Gegenteil zur Hausdachform, das Unterteil höher als das Oberteil. Außerdem verlaufen die Seitenteile des Unterteils senkrecht. Truhensärge haben in der Regel ein doppelt aufgesetztes Deckblatt auf dem Oberteil. Des Weiteren gibt es eine Abwandlung, den Kuppeltruhensarg. Er hat dieselben Eigenschaften wie die Truhe, mit dem Unterschied, dass das Oberteil eine Rundung aufweist.

### Amerikanischer Truhensarg
Aufgrund der Tatsache, dass in den Vereinigten Staaten die Verabschiedung am offenen Sarg die Regel ist, hat dieser Sarg (neben den Eigenschaften eines Truhensarges) ein zweiteiliges Oberteil, von denen sich eines an einem Scharnier zurückklappen lässt, damit der Oberkörper des Verstorbenen zu sehen ist. Zusätzlich kann oft der Verstorbene durch einen Kurbelmechanismus während der Aufbahrung angehoben werden, damit ihn die Angehörigen besser sehen können.

### Körperformsarg
Der Körperformsarg ist daran zu erkennen, dass er am Kopfende schmaler ist als im Schulterbereich. Ab dem Schulterbereich wird der Sarg wieder schmaler, sodass er am Fußende so breit ist wie am Kopfende; die Grundfläche des Sargs ist sechseckig und das Sargoberteil flach. Diese Form des Sarges heißt auch italienischer Sarg.

### Gebeinkiste
Die Gebeinkiste ist eine Holzkiste, die auch erheblich kleiner sein kann als ein Sarg. Sie dient dem erneuten Beisetzen der Gebeine nach einer Umbettung oder dem anderweitigen Transport. Die Gebeine sind nach Ablauf der gesetzlichen Ruhezeiten, je nach örtlichen Bedingungen, nicht unbedingt zersetzt. Im Falle der Neubelegung einer abgelaufenen Grabstelle werden die unzersetzten Gebeine üblicherweise in Tieflage gebracht, also unter die nachfolgende Bestattung. Mitunter wird der vorher Verstorbene erneut in einer Gebeinkiste bestattet. Insbesondere bei der Umlagerung von Gebeinen der Opfer der Weltkriege in zentrale Soldatenfriedhöfe wurden für diese Bestattung Gebeinkisten benutzt.

### Klappsarg

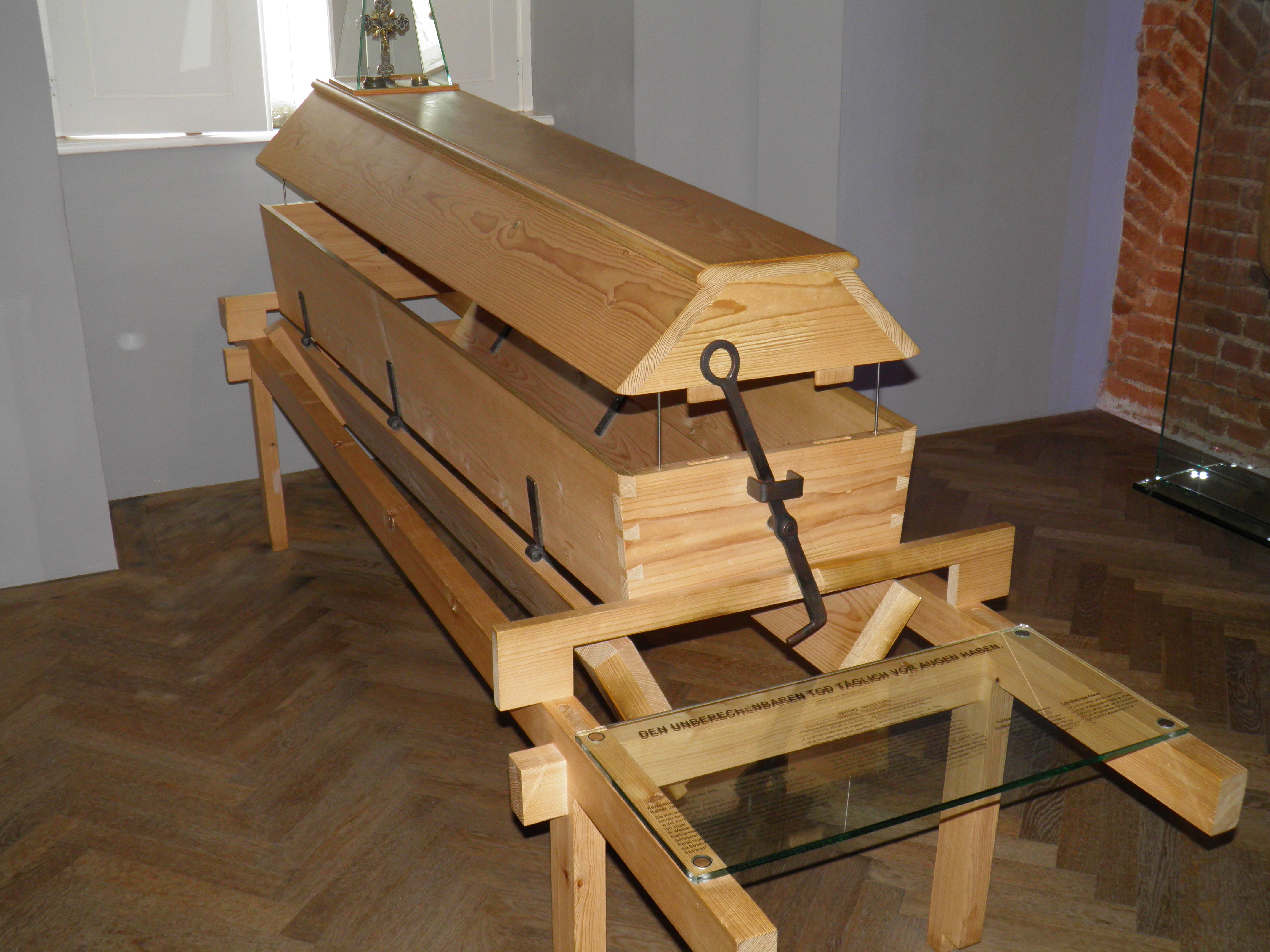
Mehrwegsarg

Im Spätmittelalter und in der frühen Neuzeit verfügten die meisten Kirchgemeinden über einen oder mehrere wiederverwendbare Särge, die sie Hinterbliebenen, die sich keinen Sarg leisten konnten, zur Verfügung stellten. Ab dem 16. Jahrhundert besaßen solche Gemeindesärge meist einen aufklappbaren Boden. Der Sarg wurde mit der Leiche ins offene Grab hinuntergelassen. Der in einen Leinensack gehüllte Leichnam fiel durch die geöffnete Bodenklappe in die Grube und wurde mit Erde und ungelöschtem Kalk bedeckt.

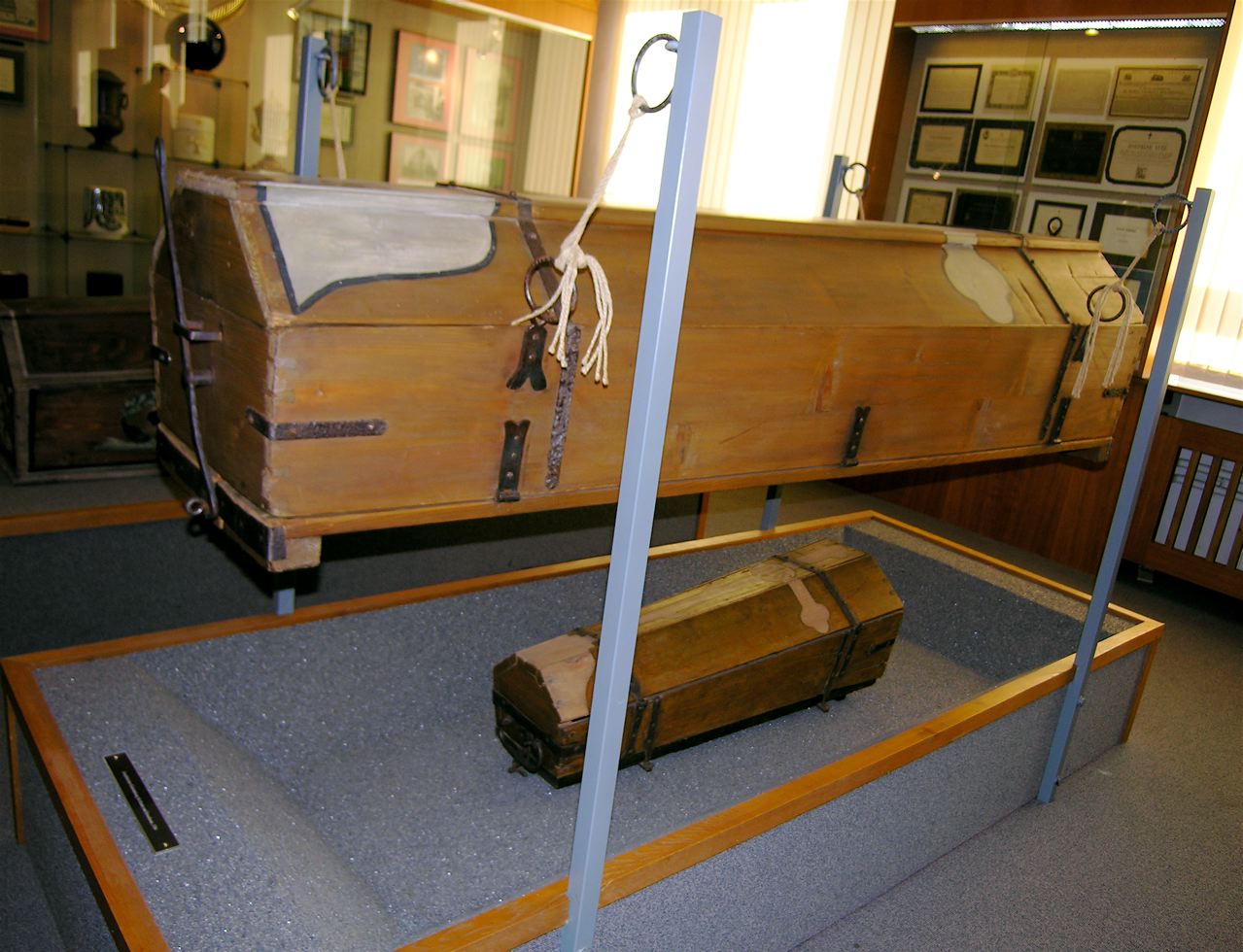
Josephinischer Gemeindesarg im Bestattungsmuseum Wien

Dem gleichen Prinzip folgte der „Josephinische Gemeindesarg“ (im Volksmund auch „Sparsarg“ genannt), der 1785 im ganzen Herrschaftsgebiet von Habsburg-Österreich eingeführt wurde. Diese Neuerung stieß aber auf massiven Widerstand der örtlichen Bevölkerung und wurde nach einem halben Jahr wieder zurückgenommen.(Siehe hierzu Josephinische Reformen). Im nationalsozialistischen Deutschland wurden in Zuchthäusern und psychiatrischen Kliniken wieder Klappsärge eingeführt.

### Regionale Sonderformen in Ghana und Mexiko

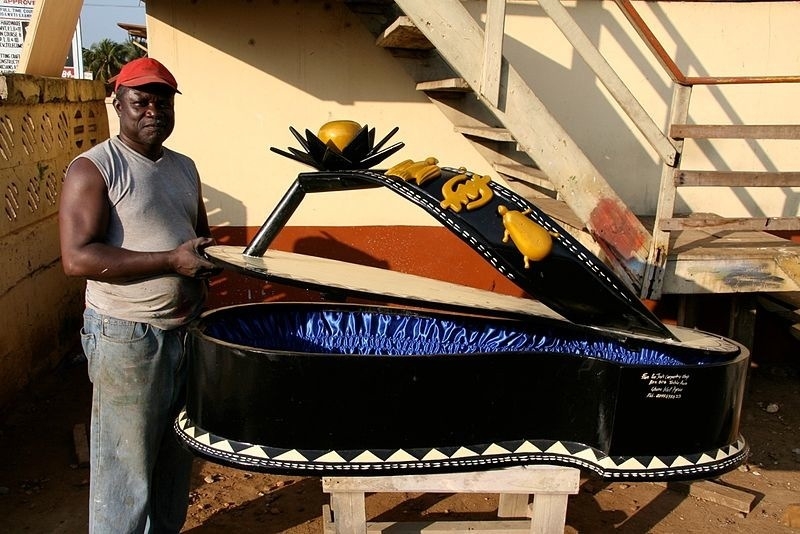
Paa Joe mit Sandalettensarg 2006

In Ghana werden von den Ga im Süden Ghanas besondere figürliche Särge benutzt. Dort bestimmen die Familien der Verstorbenen, in welchem Symbol ihre Verstorbenen bestattet werden. In seltenen Fällen kommt es auch vor, dass der Verstorbene selber schon zu Lebzeiten bestimmt, wie sein Sarg aussehen soll. Beliebt sind Särge, die mit dem Beruf des Verstorbenen verbunden sind. Ein Fischer wird beispielsweise in einem Sarg in der Form eines Fisches bestattet oder ein Tomatenbauer in einer Tomate. Die figürlichen Särge der Ga, die heute von allen Ga verwendet werden, haben sich aus den figürlichen Sänften entwickelt, die einst nur von den traditionellen Oberhäuptern der Ga verwendet wurden. Diese ließen sich schon zu Beginn des 20. Jahrhunderts in figürlichen Sänften tragen, die in ihrer Symbolik mit dem Totem der Oberhäupter verbunden waren. Seit der Ausstellung Les Magiciens de la terre im Centre Pompidou in Paris 1989 werden die figürlichen Särge der Ga nicht nur in Ghana für Beerdigungen benutzt, sondern im Westen auch regelmäßig in Kunstmuseen ausgestellt. Einige Sargkünstler, insbesondere Kane Kwei, Ataa Oko, Paa Joe, Kudjoe Affutu und Daniel Mensah, sind mittlerweile auch außerhalb Ghanas als Künstler bekannt.
In Mexiko sind durch die Tradition bedingt geschlossene Särge verbreitet, in denen eine Glasscheibe als Sichtfläche oberhalb des Gesichtes des Toten eingesetzt ist. Die traditionelle offene Bestattung wird dadurch im (praktisch) geschlossenen Sarg möglich.

### Gläserner Sarg

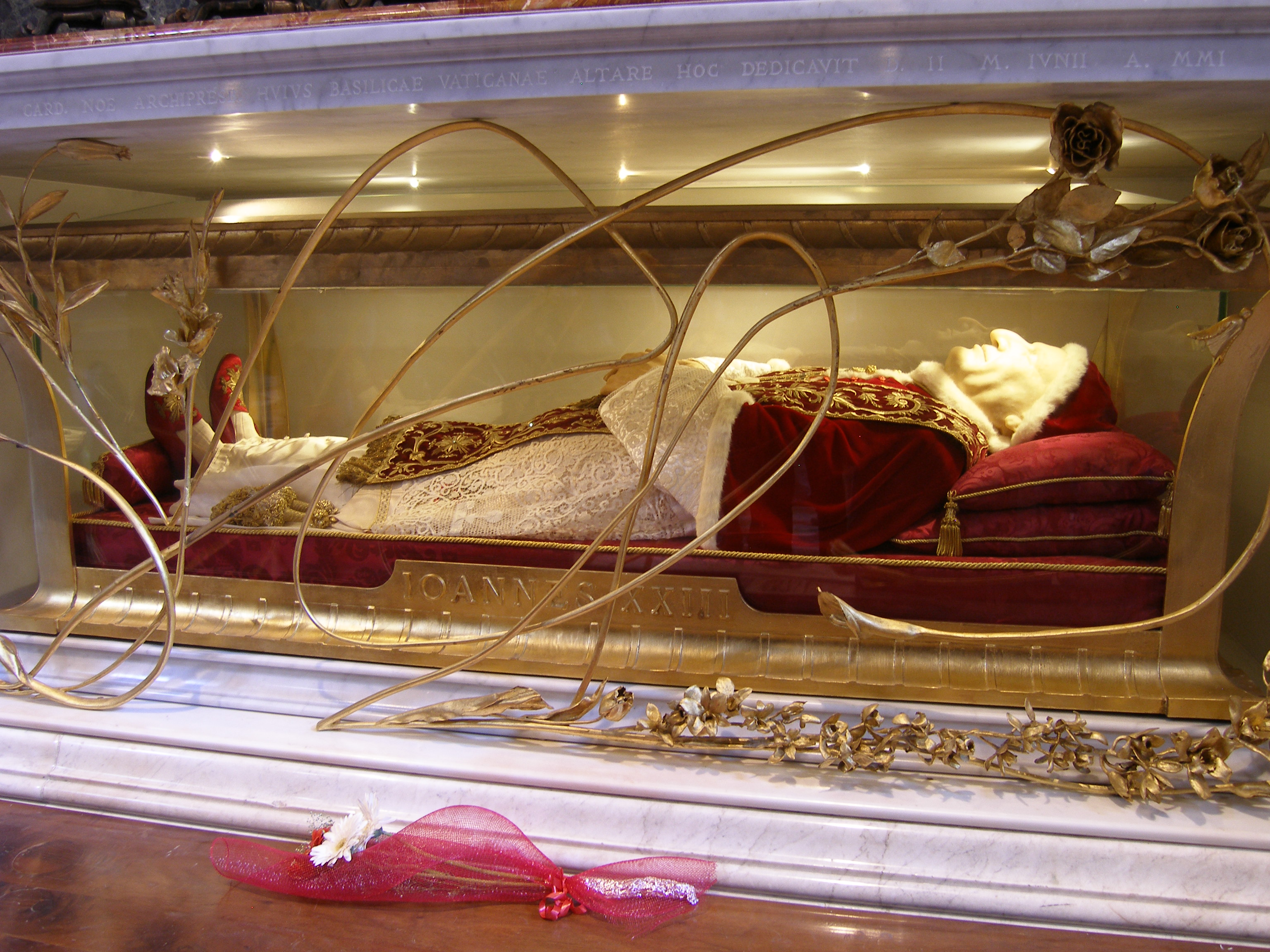
Gläserner Reliquienschrein Papst Johannes XXIII. (1958–1963)

Die Reliquienschreine vieler Heiliger und Seliger sind aus Glas. Im Petersdom in der Vatikanstadt etwa befindet sich die Ganzkörperreliquie des heiligen Papstes Johannes XXIII. in einem gläsernen Schrein.

#### Gläserne Särge im Märchen

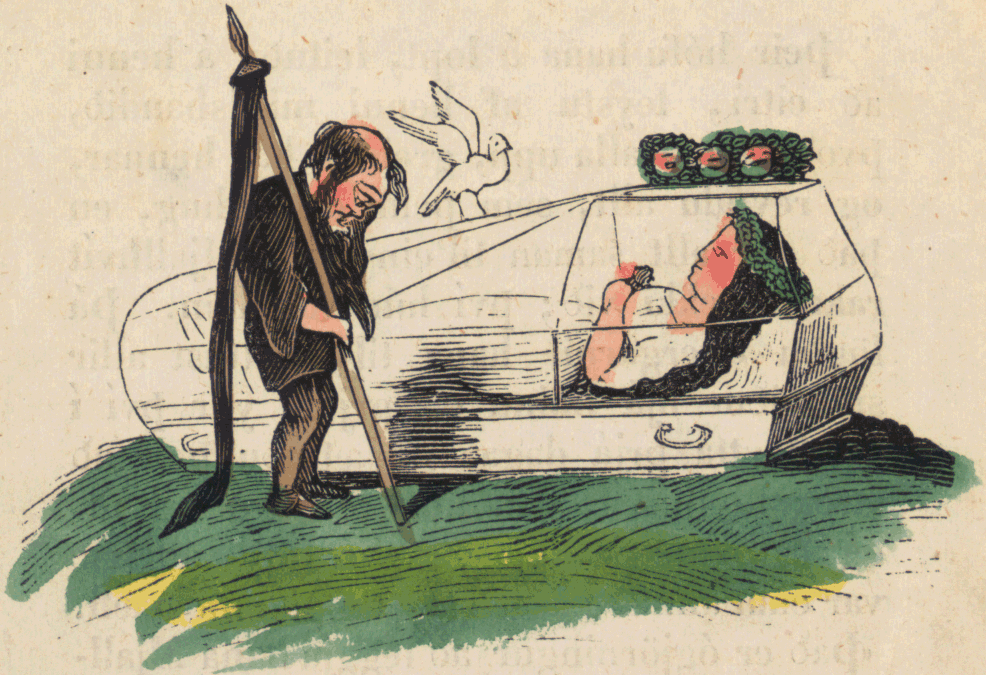
Gläserner Sarg, Illustration einer isländischen Ausgabe von Schneewittchen, 1852

Der gläserne Sarg kommt häufig in Märchen und der Metaphorik vor, da Glas früher als kostbar galt. In Der gläserne Sarg befreit ein armer Schneider ein Mädchen aus dem Behältnis, in Schneewittchen erweckt ein Prinz die Königstochter. Aus Bayern stammt eine Sage, in der vier Zwerge einen gläsernen Sarg in den Wellen versenken. In Gerhart Hauptmanns Hanneles Himmelfahrt legen vier Jünglinge das tote Hannele in einen gläsernen Sarg. Der volkstümliche Schriftsteller Wilhelm Schäfer benutzte die metaphorische Wendung in den gläsernen Sarg der lateinischen Bildung gelegt.

#### Glassarg als Metapher
Die Bekanntheit des Glassarges führte für eine Reihe von Gebrauchsgegenständen mit mehr oder weniger durchsichtigen Abdeckungen zum Begriff „Schneewittchensarg“. Der Begriff wird auch für Fahrzeuge genutzt, wie für den Messerschmitt Kabinenroller oder den Volvo P1800 ES, und als Spitzname des Braun SK 4, einer Radio-Phono-Kombination mit Plexiglas-Abdeckung.

## Aktuelle Entwicklungen
Aufgrund einer Veränderung der Bestattungskultur in Westeuropa, des gestrichenen Sterbegeldes in Deutschland, höherer Holzkosten und stagnierender bis sinkender Sterbezahlen werden zunehmend billigere Särge aus Osteuropa importiert. Der Marktanteil lag 2007 bei 45 Prozent in Deutschland. Die deutsche Sargindustrie reagiert darauf mit einer Qualitätsoffensive und hat 2008 ein Vollholz-Siegel eingeführt.

## Hersteller
Österreichs Marktführer Sargfabrik Moser wurde 1957 in Bischofshofen, Land Salzburg gegründet und übersiedelte 1979 nach St. Michael im Lungau. Im Lungau werden (Stand 2018) jährlich 35.000 Särge produziert, in einem in den 1990ern aufgebauten Zweigwerk in Tschechien 45.000.